# Ernesto Munro López
Ernesto Roger Munro López (Puerto Peñasco, Sonora; 30 de septiembre de 1976) también conocido como Ernesto Munro Jr. o Kiko Munro, es un político mexicano, exmiembro del Partido Acción Nacional (PAN) desde 2012 hasta 2022, y miembro actual del Partido Encuentro Solidario de Sonora (PES Sonora). Ha sido candidato en tres ocasiones a la alcaldía del municipio de Puerto Peñasco, la primera en el año 2012 donde no resultó con la mayoría de votos, la segunda ocasión en 2015 quedando electo, y estando en tal cargo se postuló a una reelección en 2018, siendo electo por segunda vez. Es hijo del político Ernesto Munro Palacio, y es sobrino del escritor Guillermo Munro Palacio.
En 2009 Kiko creó la fundación "Todos Somos Peñasco" organización sin ánimos de lucro. El 1 de septiembre de 2021 fue elegido como diputado local plurinominal por el por el Distrito local 2 del Congreso del Estado.
En julio de 2022 Munro anunció su renuncia del PAN, partido del que había sido parte durante 10 años y del cual, su padre es presidente. Explicó que se debía "al alejamiento del partido de las causas importantes y la falta de visión para entender y atender a las y los militantes". Ese mismo mes se adhirió al partido PES, diciendo públicamente: "Estoy contento y motivado por unirme al PES, este día es importante para sumar mi esfuerzo para más aplicación de la ley y menos impunidad, por más vocación de servicio y menos acumulación de poder".